# Ameuvelle
Ameuvelle est une commune française située dans le département des Vosges, en région Grand Est.

## Géographie

### Localisation
La commune est à 2,7 km de Montcourt, 6,5 de Châtillon-sur-Saône et 18,6 de Bourbonne-les-Bains.

### Intercommunalité
Commune membre de la Communauté de communes des Vosges côté Sud-Ouest.

### Géologie et relief
Voir le dossier du sous-sol, établi par le BRGM. Bureau de recherches géologiques et minières

### Sismicité
Commune couverte par un plan de prévention des risques (PPR), située en zone sismique faible,.

### Hydrographie et les eaux souterraines

#### Réseau hydrographique
La commune est située dans le bassin versant de la Saône au sein du Bassin Rhône-Méditerranée-Corse. Elle est drainée par l'Orivelle et le ruisseau de l'Etang.

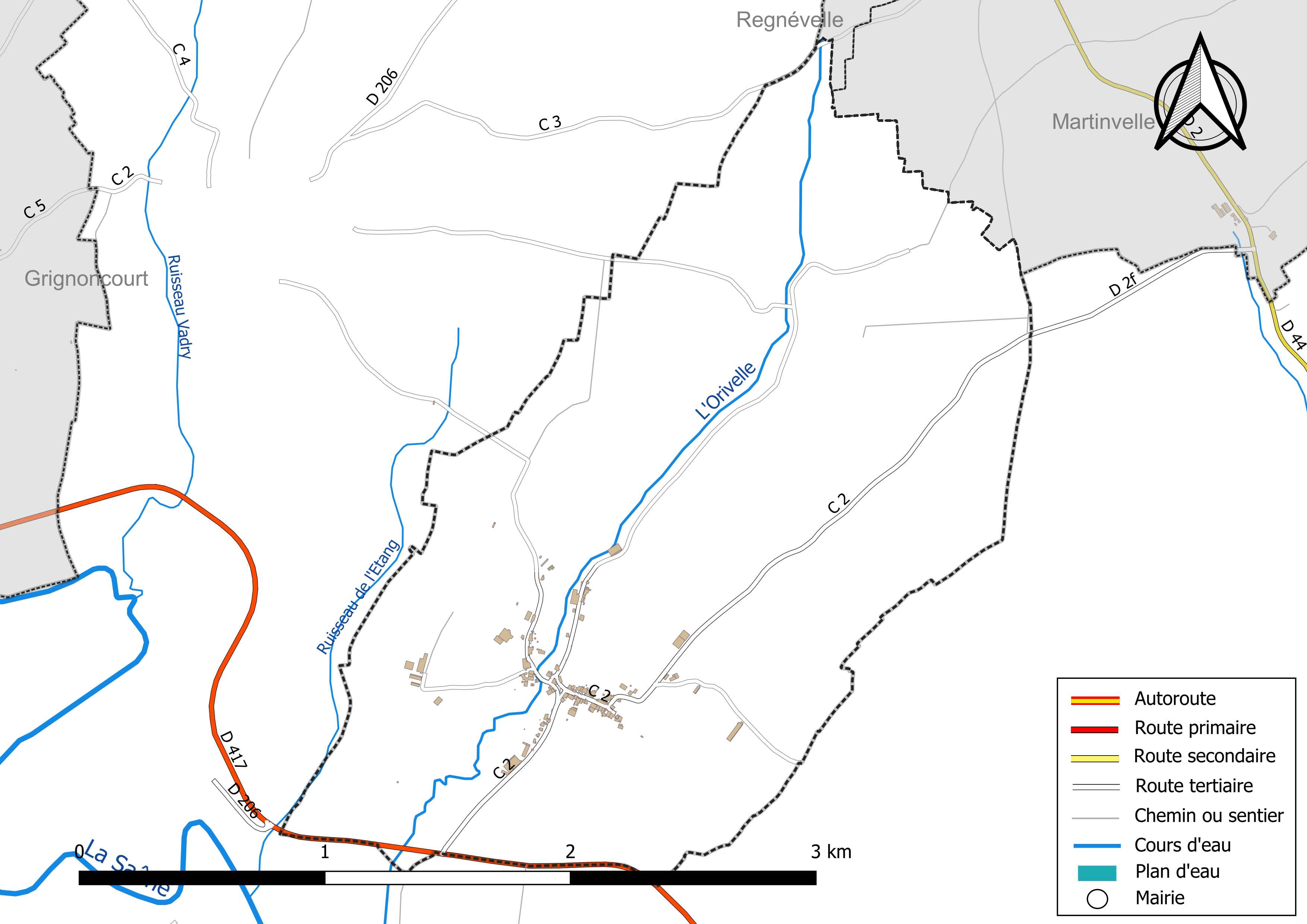
Réseaux hydrographique et routier d'Ameuvelle.

#### Gestion et qualité des eaux
Le territoire communal est couvert par le schéma d'aménagement et de gestion des eaux (SAGE) « Nappe des Grès du Trias Inférieur ». Ce document de planification, dont le territoire comprend le périmètre de la zone de répartition des eaux de la nappe des Grès du trias inférieur (GTI), d'une superficie de 1 497 km2, est en cours d'élaboration. L’objectif poursuivi est de stabiliser les niveaux piézométriques de la nappe des GTI et atteindre l'équilibre entre les prélèvements et la capacité de recharge de la nappe. Il doit être cohérent avec les objectifs de qualité définis dans les SDAGE Rhin-Meuse et Rhône-Méditerranée. La structure porteuse de l'élaboration et de la mise en œuvre est le conseil départemental des Vosges.
La qualité des eaux de baignade et des cours d’eau peut être consultée sur un site dédié géré par les agences de l’eau et l’Agence française pour la biodiversité.

### Climat
Pour des articles plus généraux, voir Climat du Grand Est et Climat des Vosges.
En 2010, le climat de la commune est de type climat des marges montargnardes, selon une étude du Centre national de la recherche scientifique s'appuyant sur une série de données couvrant la période 1971-2000. En 2020, Météo-France publie une typologie des climats de la France métropolitaine dans laquelle la commune est dans une zone de transition entre le climat océanique altéré et le climat océanique altéré et est dans la région climatique Lorraine, plateau de Langres, Morvan, caractérisée par un hiver rude (1,5 °C), des vents modérés et des brouillards fréquents en automne et hiver.
Pour la période 1971-2000, la température annuelle moyenne est de 10,1 °C, avec une amplitude thermique annuelle de 17,2 °C. Le cumul annuel moyen de précipitations est de 980 mm, avec 13 jours de précipitations en janvier et 9,5 jours en juillet. Pour la période 1991-2020, la température moyenne annuelle observée sur la station météorologique de Météo-France la plus proche, « Venisey », sur la commune de Venisey à 13 km à vol d'oiseau, est de 11,0 °C et le cumul annuel moyen de précipitations est de 850,7 mm. 
La température maximale relevée sur cette station est de 39,7 °C, atteinte le 25 juillet 2019 ; la température minimale est de −17,4 °C, atteinte le 30 décembre 2005,,.
Les paramètres climatiques de la commune ont été estimés pour le milieu du siècle (2041-2070) selon différents scénarios d'émission de gaz à effet de serre à partir des nouvelles projections climatiques de référence DRIAS-2020. Ils sont consultables sur un site dédié publié par Météo-France en novembre 2022.

## Urbanisme

### Typologie
Au 1er janvier 2024, Ameuvelle est catégorisée commune rurale à habitat très dispersé, selon la nouvelle grille communale de densité à sept niveaux définie par l'Insee en 2022.
Elle est située hors unité urbaine et hors attraction des villes,.

### Occupation des sols
L'occupation des sols de la commune, telle qu'elle ressort de la base de données européenne d’occupation biophysique des sols Corine Land Cover (CLC), est marquée par l'importance des territoires agricoles (95,3 % en 2018), une proportion identique à celle de 1990 (95,3 %). La répartition détaillée en 2018 est la suivante : 
prairies (55 %), terres arables (37,2 %), zones urbanisées (4,6 %), zones agricoles hétérogènes (3,1 %), forêts (0,2 %). L'évolution de l’occupation des sols de la commune et de ses infrastructures peut être observée sur les différentes représentations cartographiques du territoire : la carte de Cassini (XVIIIe siècle), la carte d'état-major (1820-1866) et les cartes ou photos aériennes de l'IGN pour la période actuelle (1950 à aujourd'hui).

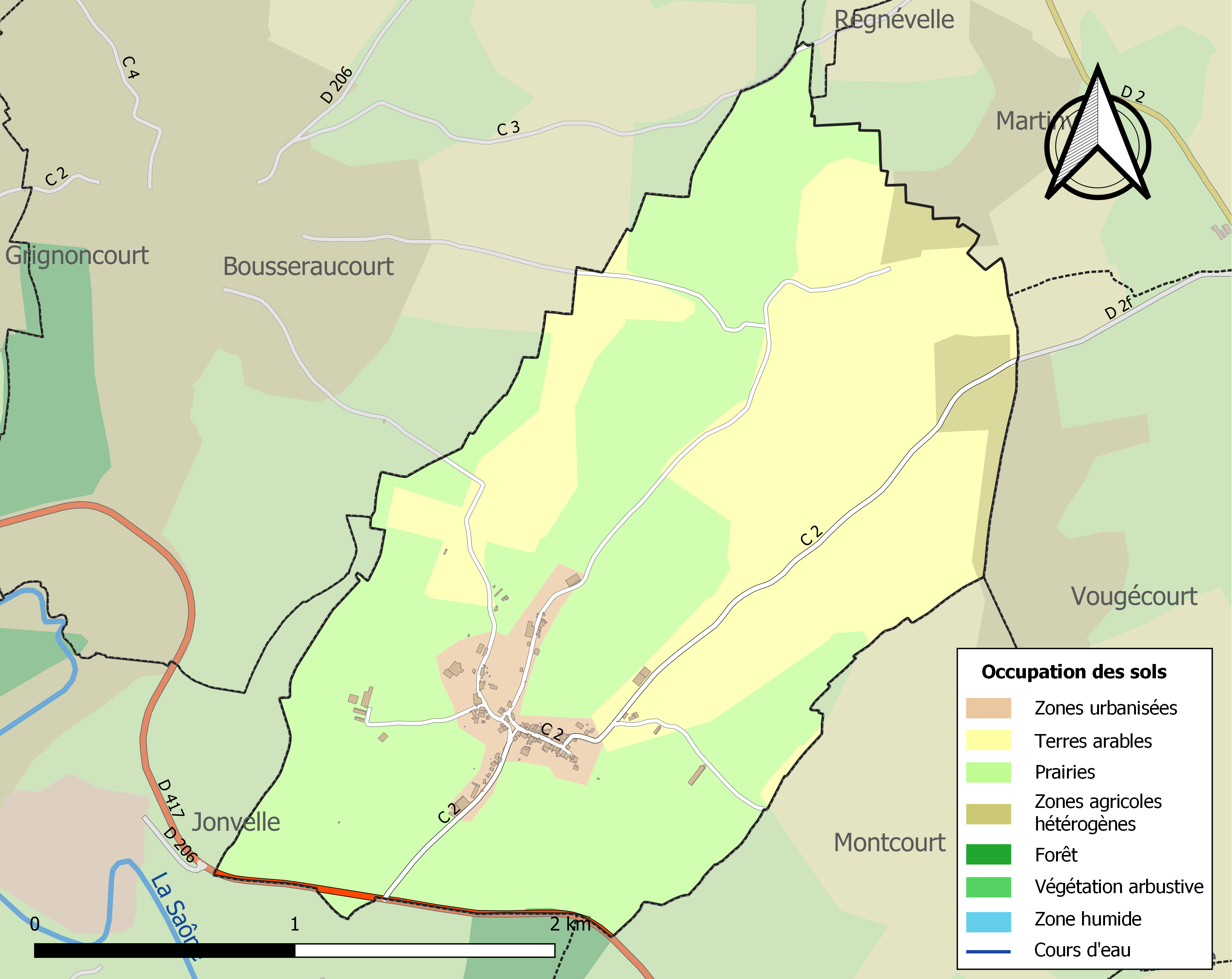
Carte des infrastructures et de l'occupation des sols de la commune en 2018 (CLC).

### Voies de communications et transports

#### Voies routières
- D417 vers Bourbonne-les-Bains[17].

#### Transports en commun

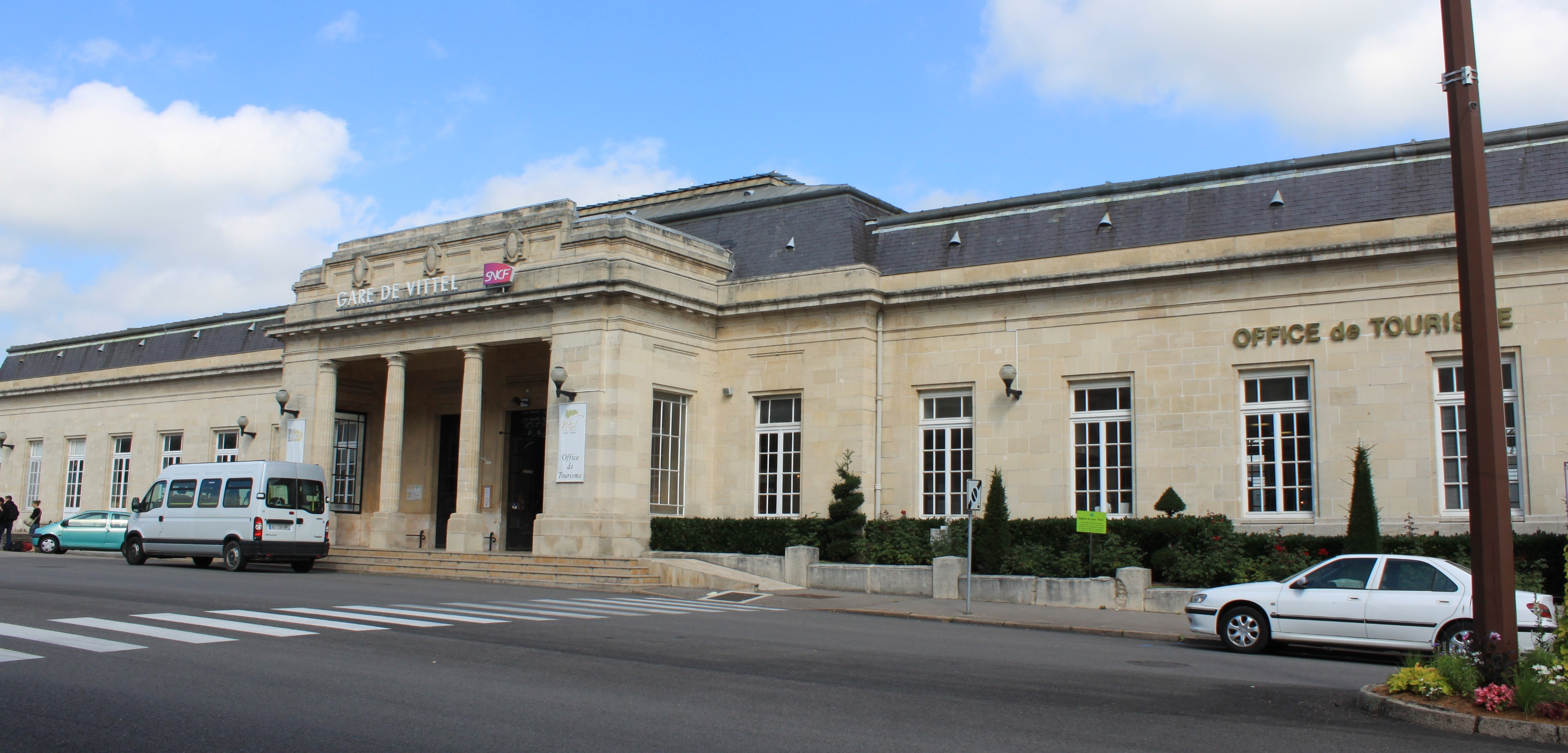
Gare de Vittel.

- Fluo Grand Est.

#### Lignes SNCF
- Gare de Contrexéville.
- Gare de Vittel.

## Toponymie
Apud Amoreldivillam (1072) ; Muezville, Muezvile (1264) ; Harmoville, Armoville (1266) ; Amueville (1287) ; Esmueville (1340) ; Ameuvelle (1793) ; Ameuville (1801).[réf. nécessaire]
Il s'agit d'une formation toponymique médiévale en -ville (fréquente dans lʹEst de la France) au sens ancien de « domaine rural ». En vosgien et franc-comtois,  la forme -velle est fréquente dans les parlers romans de lʹEst, une forme dialectale de -ville.

## Histoire
Ameuvelle est une charmante petite commune située au sud des Vosges. Son histoire a été bercée par celle des trois provinces qui la bordent : la Franche-Comté, la Champagne et la Lorraine. Ameuvelle est alors une terre dite de surséance.
En 1614 le village est composé de 10 feux. En 1636, pendant la guerre de Dix ans, le village est saccagé par les Suédois au service de la France. Il existait dans le village une seigneurie, il existait notamment un château détruit après la Révolution, dont aucune information ne subsiste. Aumont, dernier seigneur de Ameuvelle. Le château est réédifié en 1819, où est aujourd'hui, installée la mairie.

## Politique et administration
| Période                                  | Période               | Identité                  | Étiquette | Qualité     |
| ---------------------------------------- | --------------------- | ------------------------- | --------- | ----------- |
| Les données manquantes sont à compléter. |                       |                           |           |             |
| 14 Brumaire An IV                        | An VI                 | Marcel MICHENON           |           | Agriculteur |
| 1er Germinal An VI                       | 1er Vendémiaire An VI | Pierre BERNARD (le jeune) |           | Agriculteur |
| 1er Germinal An VII                      | 1806                  | Etienne BERNARD           |           | Agriculteur |

| Période                                  | Période                   | Identité                                                     | Étiquette | Qualité                      |
| ---------------------------------------- | ------------------------- | ------------------------------------------------------------ | --------- | ---------------------------- |
| Les données manquantes sont à compléter. |                           |                                                              |           |                              |
| 1913                                     | 1918                      | Alcide HOYET                                                 |           |                              |
| Décembre 1919                            | Mai 1935                  | Constant CREVOISIER                                          |           | Agriculteur                  |
| Mai 1935                                 |                           | Charles BERTOT                                               |           | Agriculteur                  |
| Avril 1940                               | Décembre 1944             | André TARD (1er adjoint au Maire, intérim du maire mobilisé) |           | Agriculteur                  |
| 29 Décembre 1944                         | Octobre 1947              | Gaston NICOLAS                                               |           | Agriculteur                  |
| Octobre 1947                             | Août 1951                 | George CREVOISIER                                            |           | Agriculteur                  |
| Août 1951                                | Août 1970 (décès)         | Gaston NICOLAS                                               |           | Agriculteur                  |
| Octobre 1970                             | 1977                      | Jean-Marie FAIVRE                                            |           | Cheminot                     |
| 1977                                     | mars 2001                 | Pierre OLIVIER                                               | DVD       | Officier de l'armée de l'air |
| mars 2001                                | mars 2008                 | Nicolas SYLVESTRE                                            |           |                              |
| mars 2008                                | En cours (au 25 mai 2020) | Pascal NICOLAS Réélu pour le mandat 2020-2026                | DVD       | Agriculteur                  |

### Budget et fiscalité 2022

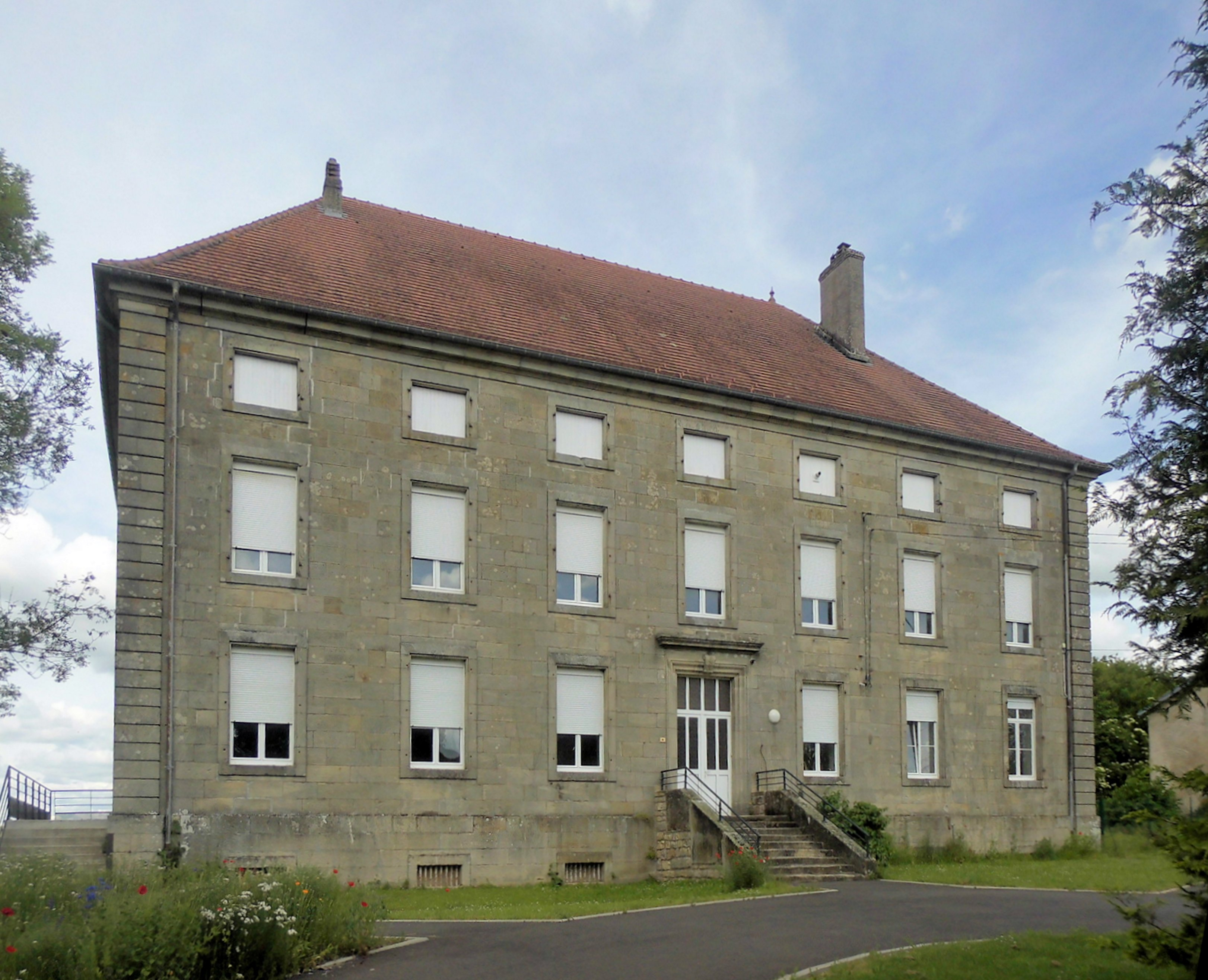
La mairie.

En 2022, le budget de la commune était constitué ainsi :
- total des produits de fonctionnement : 62 000 €, soit 1 271 € par habitant ;
- total des charges de fonctionnement : 47 000 €, soit 951 € par habitant ;
- total des ressources d'investissement : 0 €, soit 0 € par habitant ;
- total des emplois d'investissement : 191 000 €, soit 3 888 € par habitant ;
- endettement : 105 000 €, soit 2 139 € par habitant.

Avec les taux de fiscalité suivants :
- taxe d'habitation : 18,36 % ;
- taxe foncière sur les propriétés bâties : 34,86 % ;
- taxe foncière sur les propriétés non bâties : 39,66 % ;
- taxe additionnelle à la taxe foncière sur les propriétés non bâties : 0,00 % ;
- cotisation foncière des entreprises : 0,00 %.

Chiffres clés Revenus et pauvreté des ménages en 2021 : médiane en 2021 du revenu disponible, par unité de consommation : 23 690 €.

## Population et société

### Démographie

#### Évolution démographique
L'évolution du nombre d'habitants est connue à travers les recensements de la population effectués dans la commune depuis 1793. Pour les communes de moins de 10 000 habitants, une enquête de recensement portant sur toute la population est réalisée tous les cinq ans, les populations de référence des années intermédiaires étant quant à elles estimées par interpolation ou extrapolation. Pour la commune, le premier recensement exhaustif entrant dans le cadre du nouveau dispositif a été réalisé en 2005.

En 2022, la commune comptait 47 habitants, en évolution de −6 % par rapport à 2016 (Vosges : −2,96 %, France hors Mayotte : +2,11 %).
| 1793 | 1800 | 1806 | 1821 | 1831 | 1836 | 1841 | 1846 | 1856 |
| ---- | ---- | ---- | ---- | ---- | ---- | ---- | ---- | ---- |
| 209  | 159  | 198  | 227  | 226  | 244  | 265  | 285  | 260  |

| 1861 | 1866 | 1876 | 1881 | 1886 | 1891 | 1896 | 1901 | 1906 |
| ---- | ---- | ---- | ---- | ---- | ---- | ---- | ---- | ---- |
| 259  | 227  | 211  | 215  | 215  | 217  | 183  | 175  | 173  |

| 1911 | 1921 | 1926 | 1931 | 1936 | 1946 | 1954 | 1962 | 1968 |
| ---- | ---- | ---- | ---- | ---- | ---- | ---- | ---- | ---- |
| 189  | 167  | 140  | 124  | 126  | 126  | 128  | 111  | 111  |

| 1975 | 1982 | 1990 | 1999 | 2005 | 2006 | 2010 | 2015 | 2020 |
| ---- | ---- | ---- | ---- | ---- | ---- | ---- | ---- | ---- |
| 101  | 105  | 109  | 87   | 69   | 68   | 59   | 51   | 48   |

| 2022 | - | - | - | - | - | - | - | - |
| ---- | - | - | - | - | - | - | - | - |
| 47   | - | - | - | - | - | - | - | - |

### Enseignement
Établissements d'enseignements proches :
- Écoles maternelles et primaires à Corre,
- Collèges à Monthureux-sur-Saône, Vauvillers.
- Lycée des métiers des services : éco habitat et loisirs Le Chesnois à La Vôge-les-Bains.

### Santé
- Professionnels de santé (médecins, infirmiers, Kinésitherapeute) à Monthureux-Sur-Saône[28].

### Cultes
Culte catholique, Paroisse de Passavant Corre Jonvelle. Diocèse de Besançon.

## Économie

### Entreprises et commerces

#### Agriculture
- Annuaire  Agri, sylvi et pêche.
- Élevage d'autres bovins et de buffles.
- Élevage d'ovins et de caprins.

#### Tourisme
- Hébergements et restauration à Monthureux-Sur-Saône, Melay, Bourbonne-les-Bains, Claudon.

#### Commerces
- Commerces et services de proximité.

## Culture locale et patrimoine

### Lieux et monuments

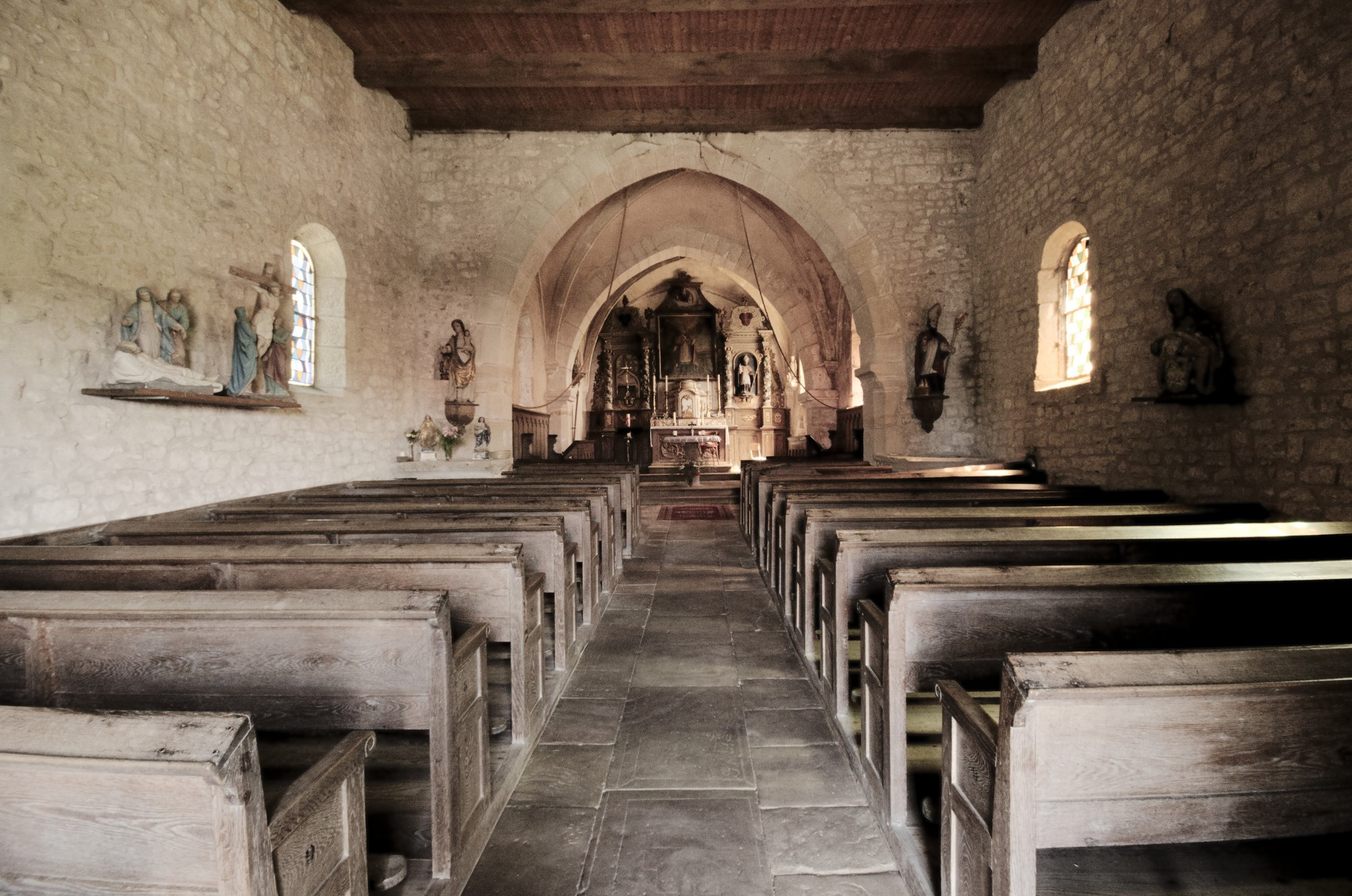
Intérieur de l'église Saint-Renobert.
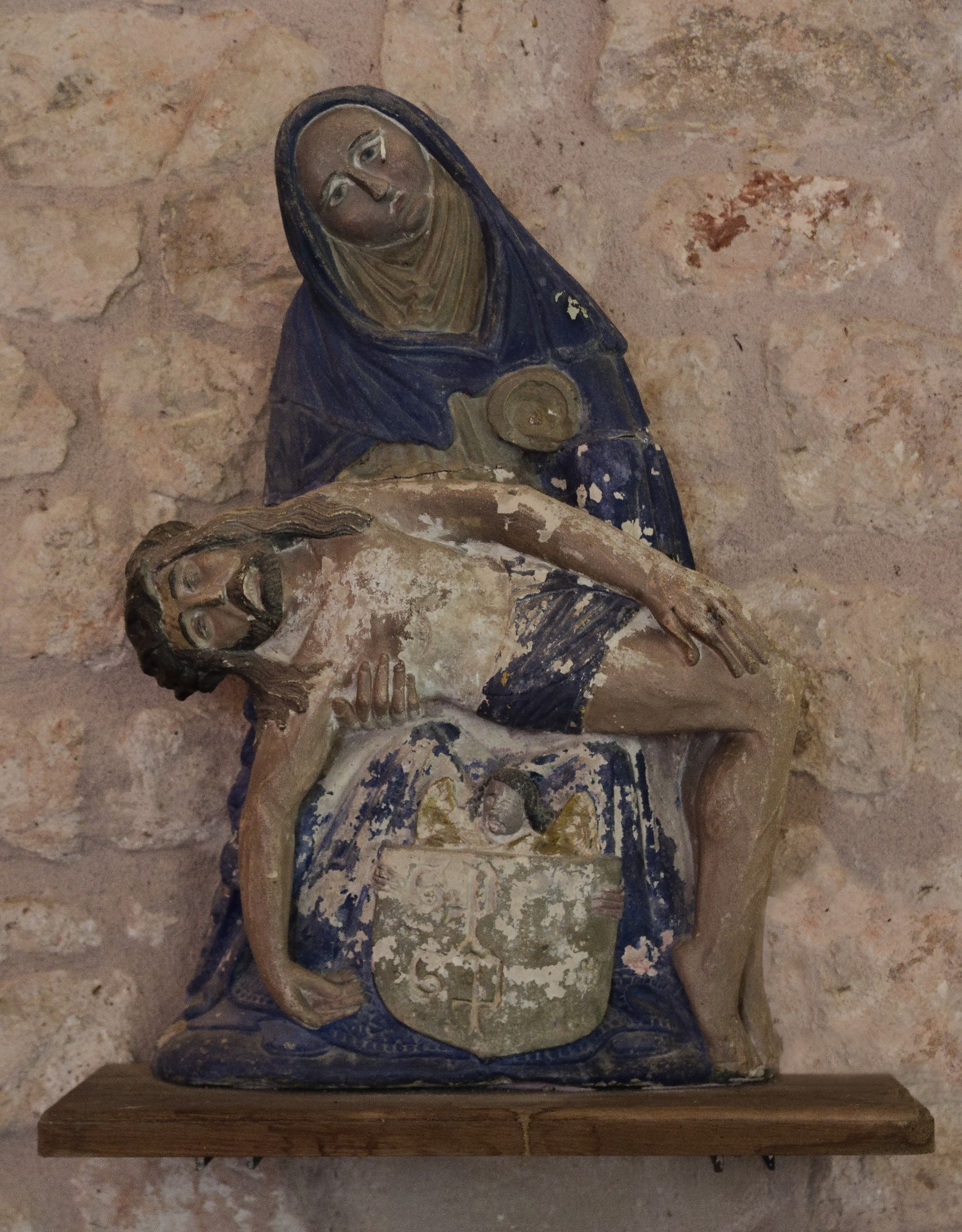
La Pietà.
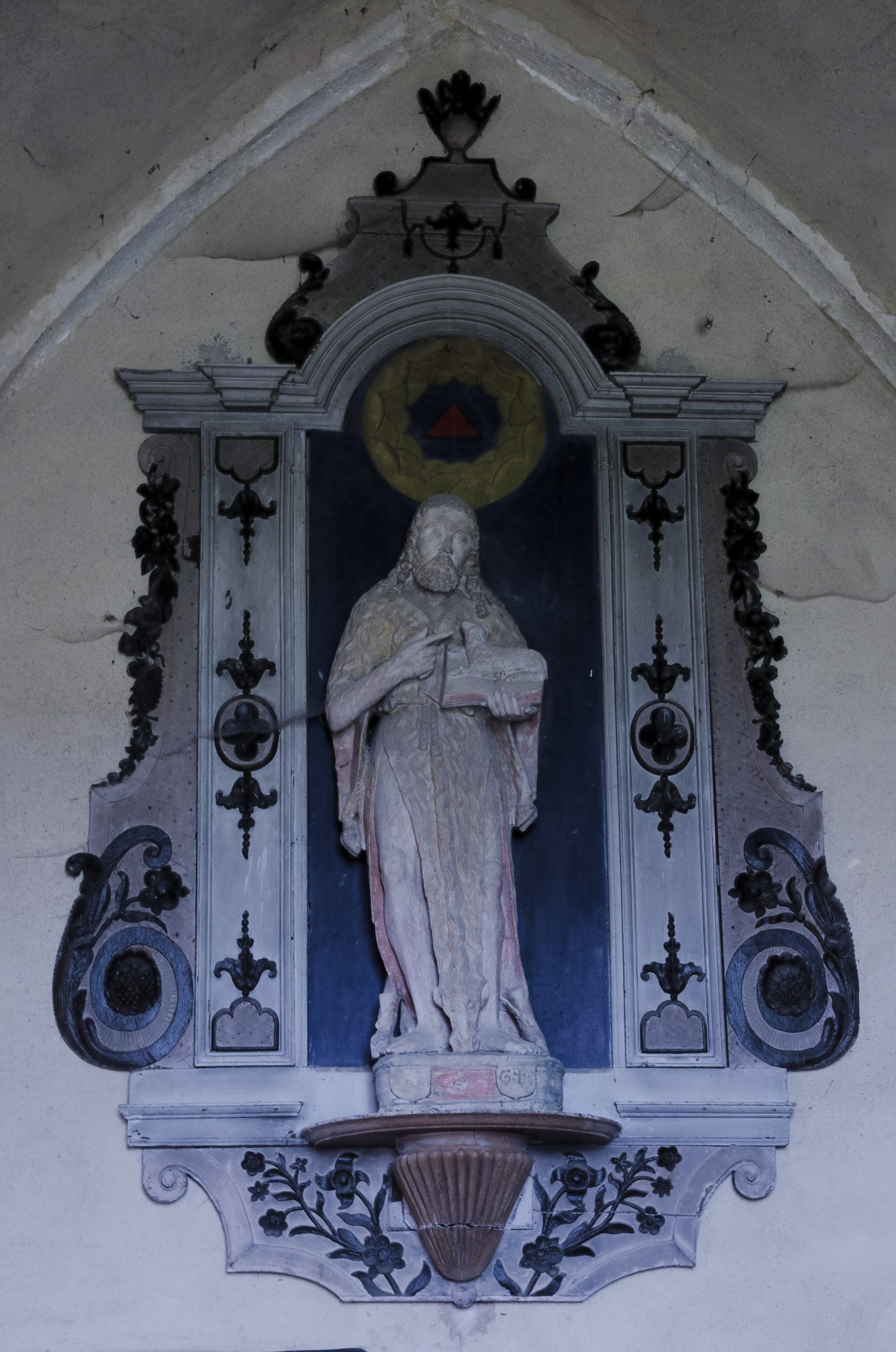
Statue de Saint Jean-Baptiste.
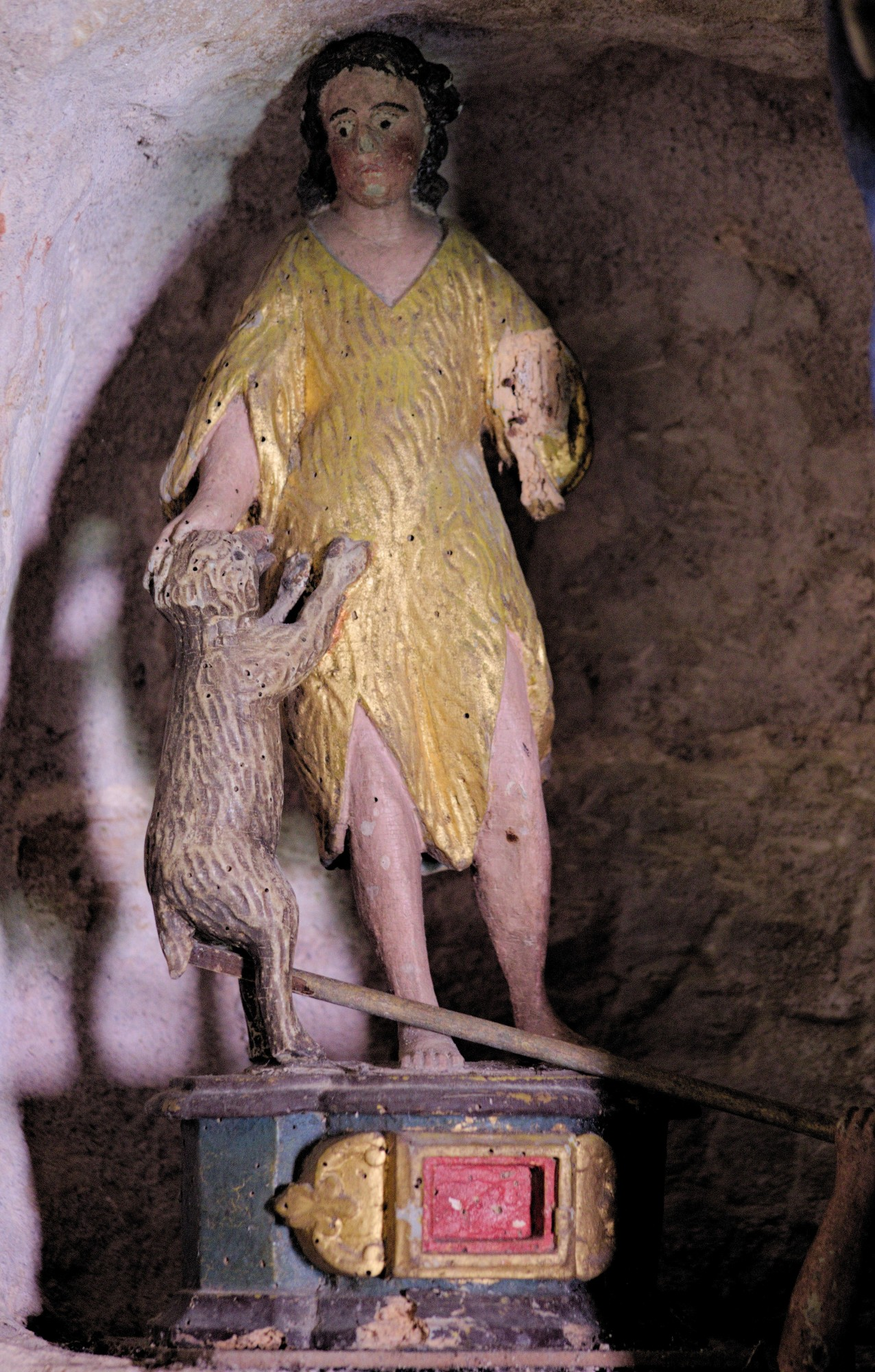
Saint Roch.
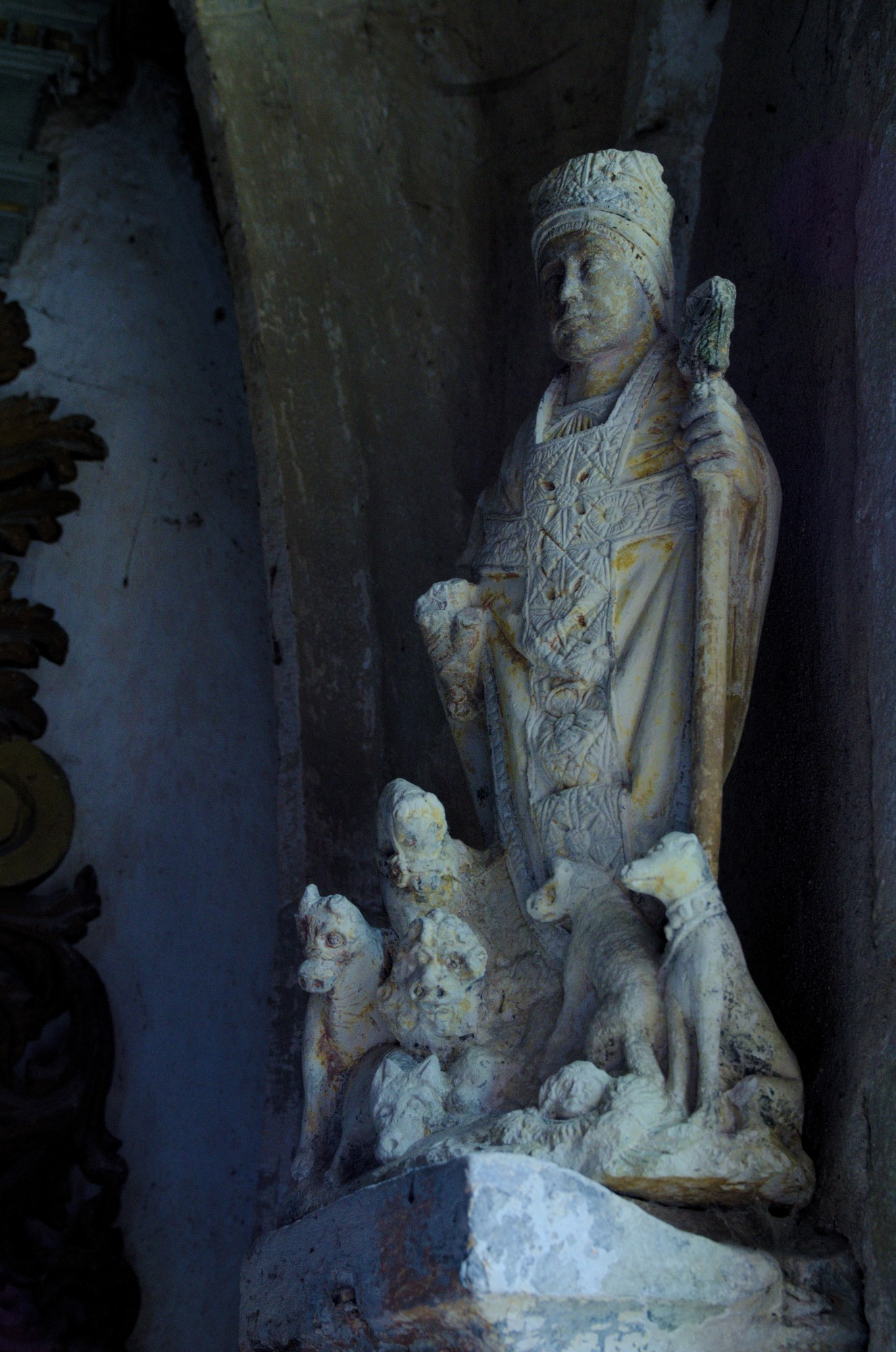
Statue de Saint Blaise.
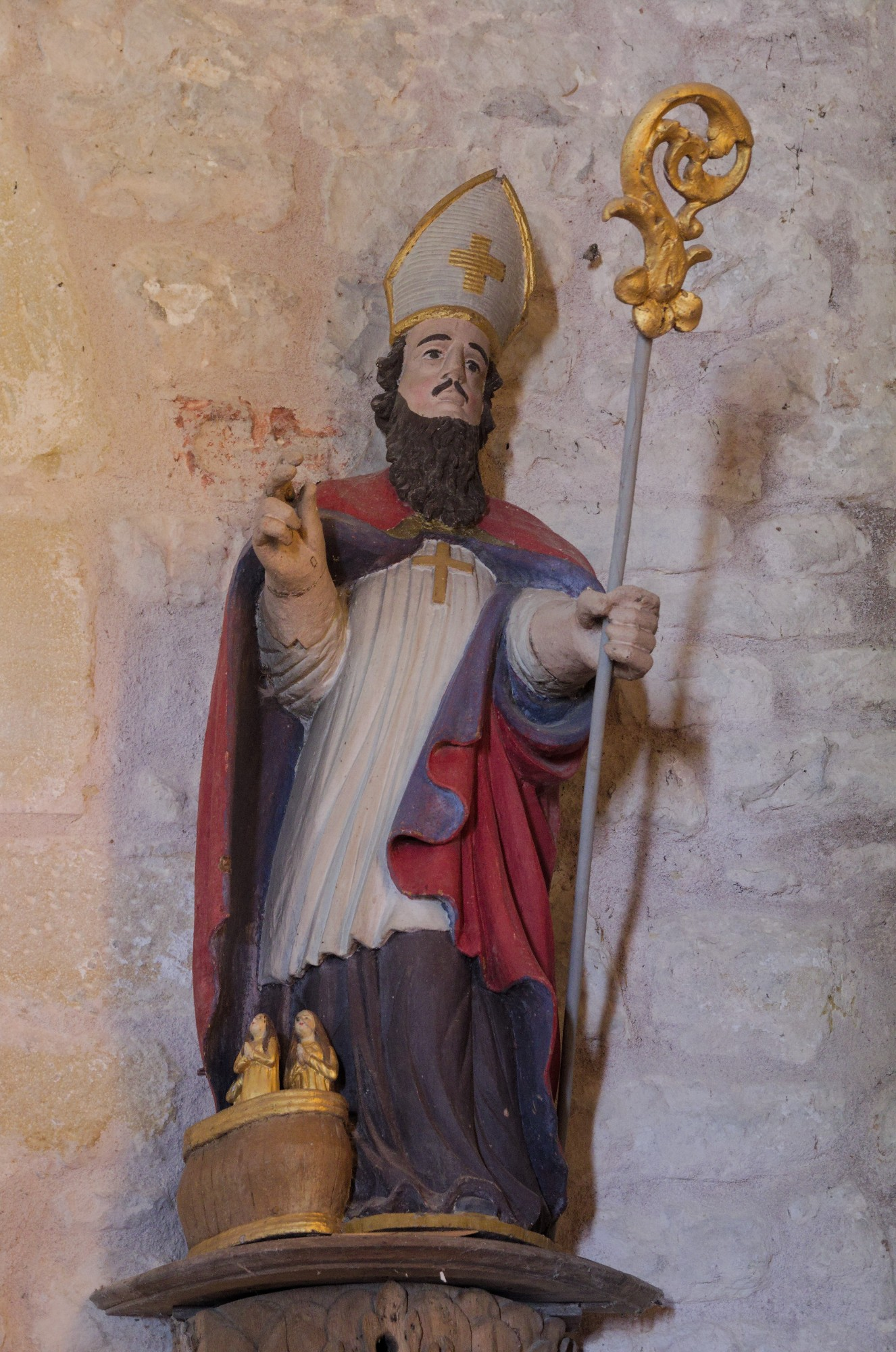
Statue de Saint Nicolas.
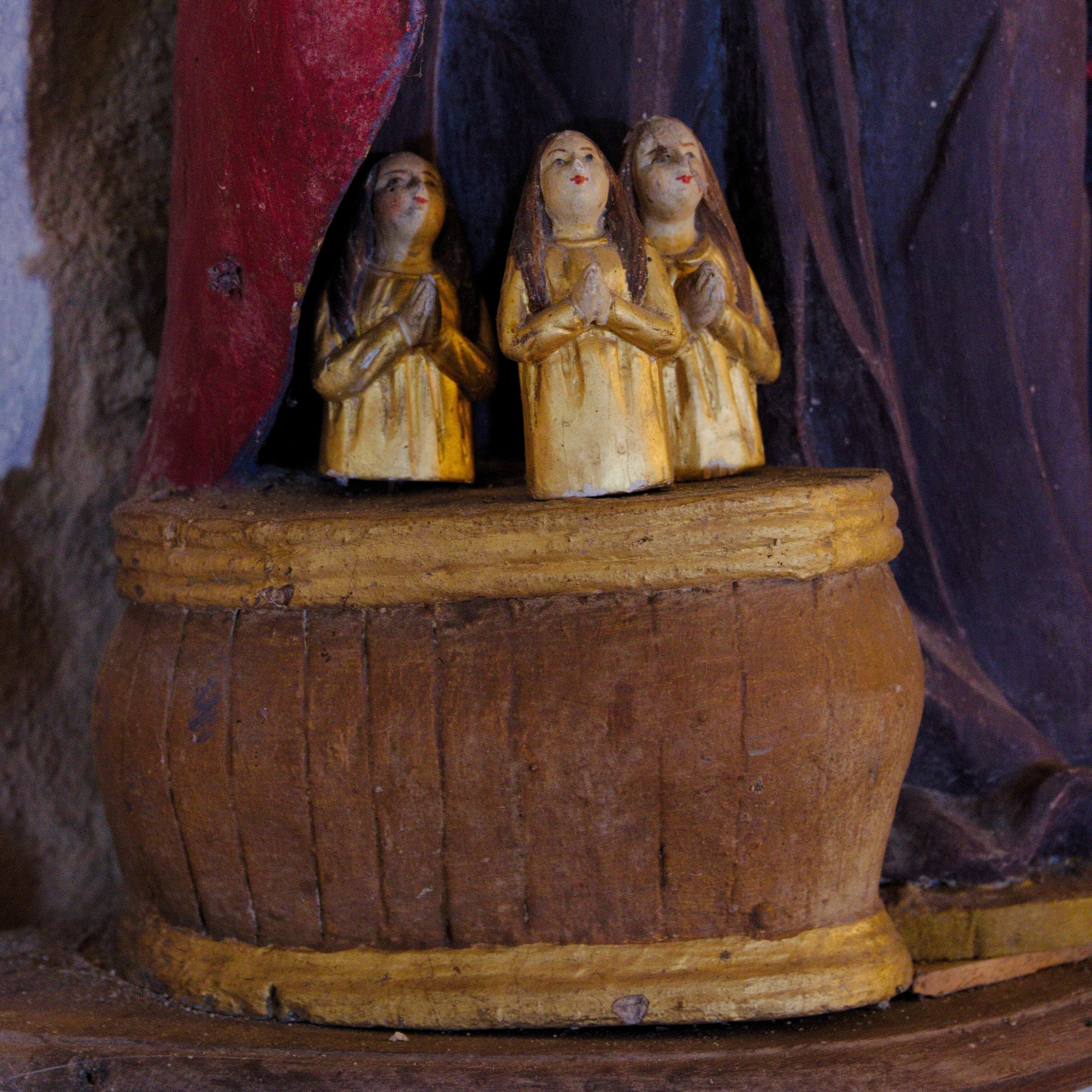
Statue de Saint Nicolas, avec les 3 jeunes filles qu'il a sauvées de la prostitution.
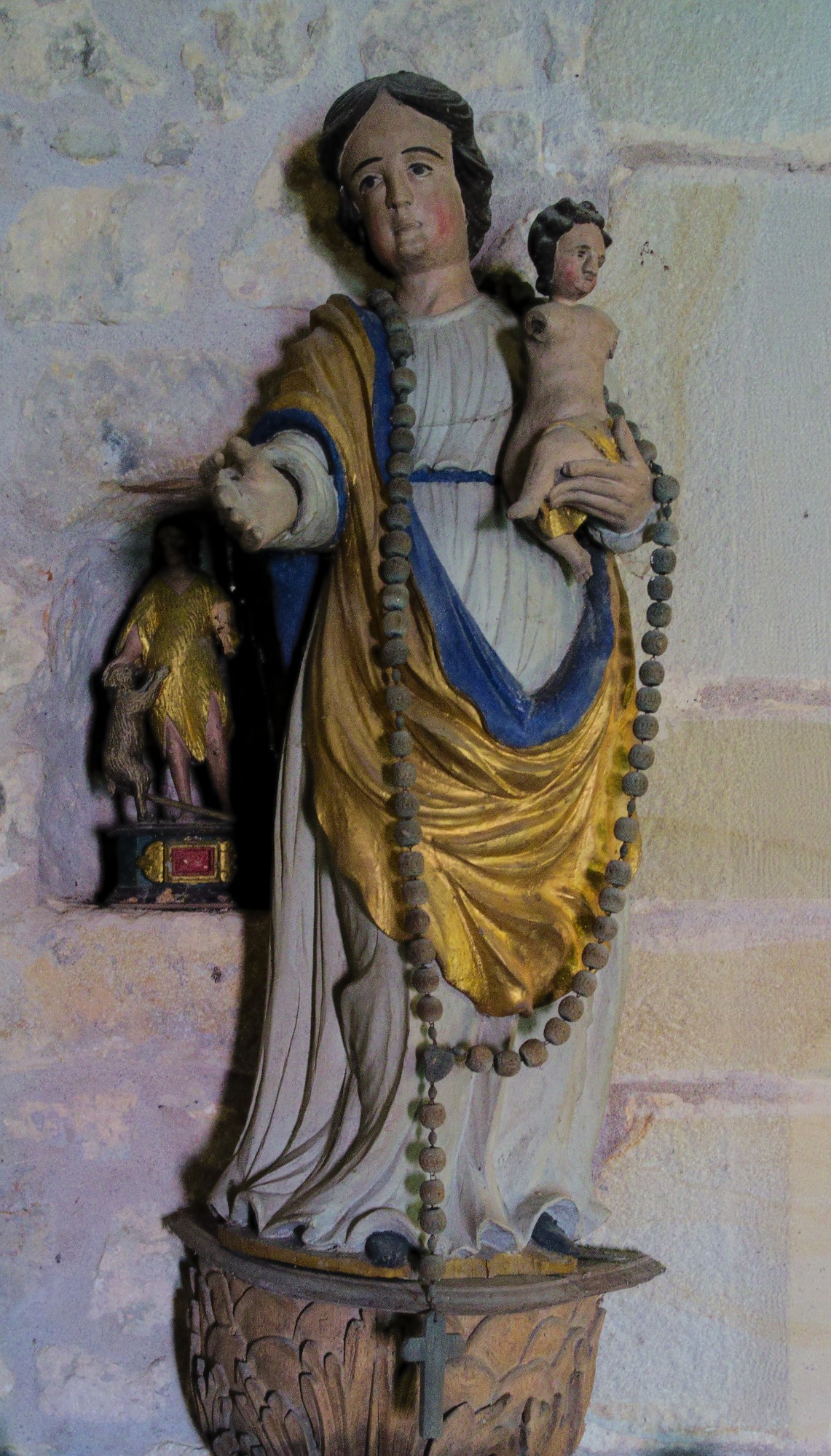
Statue de la vierge au chapelet.
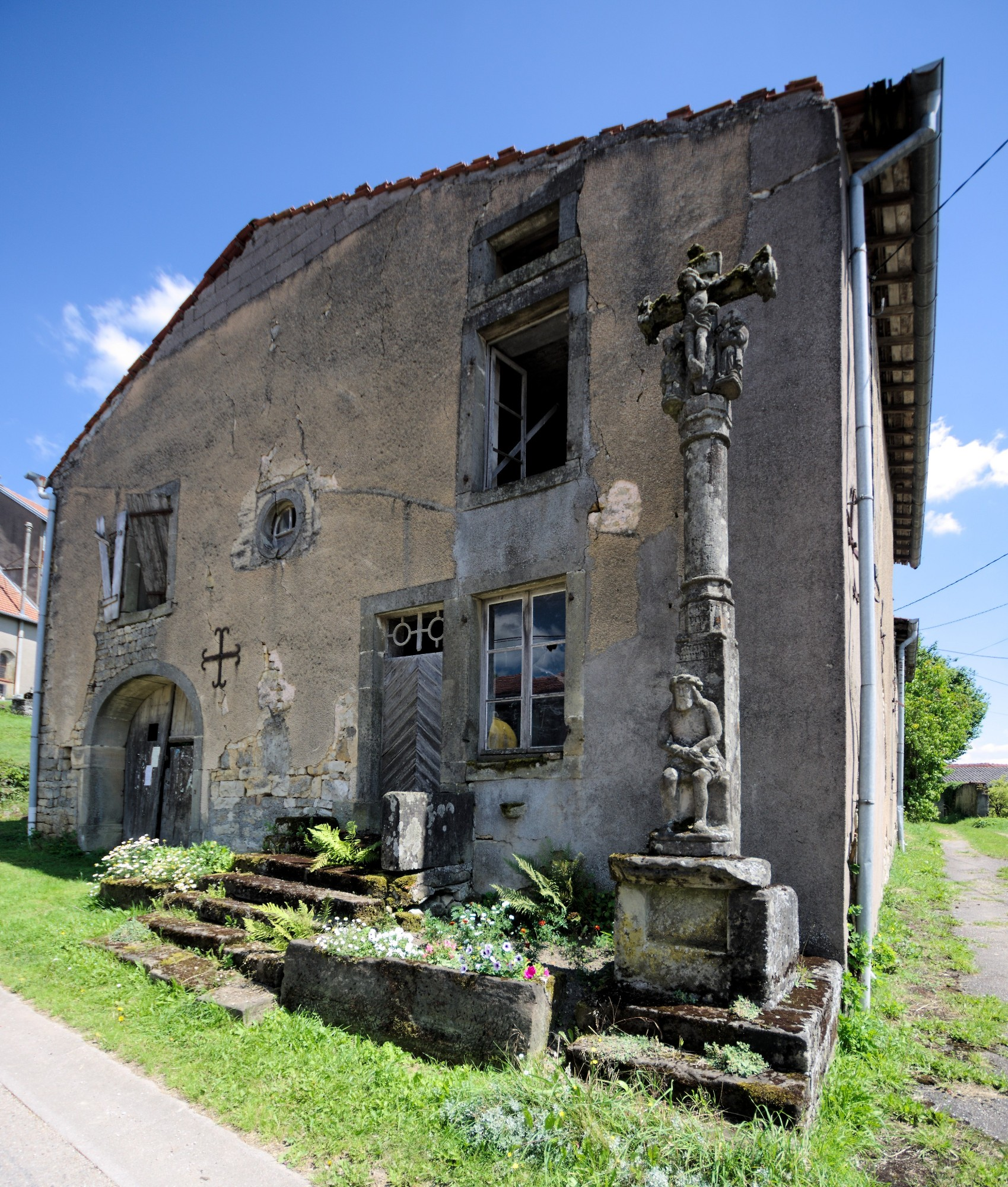
Croix de chemin.
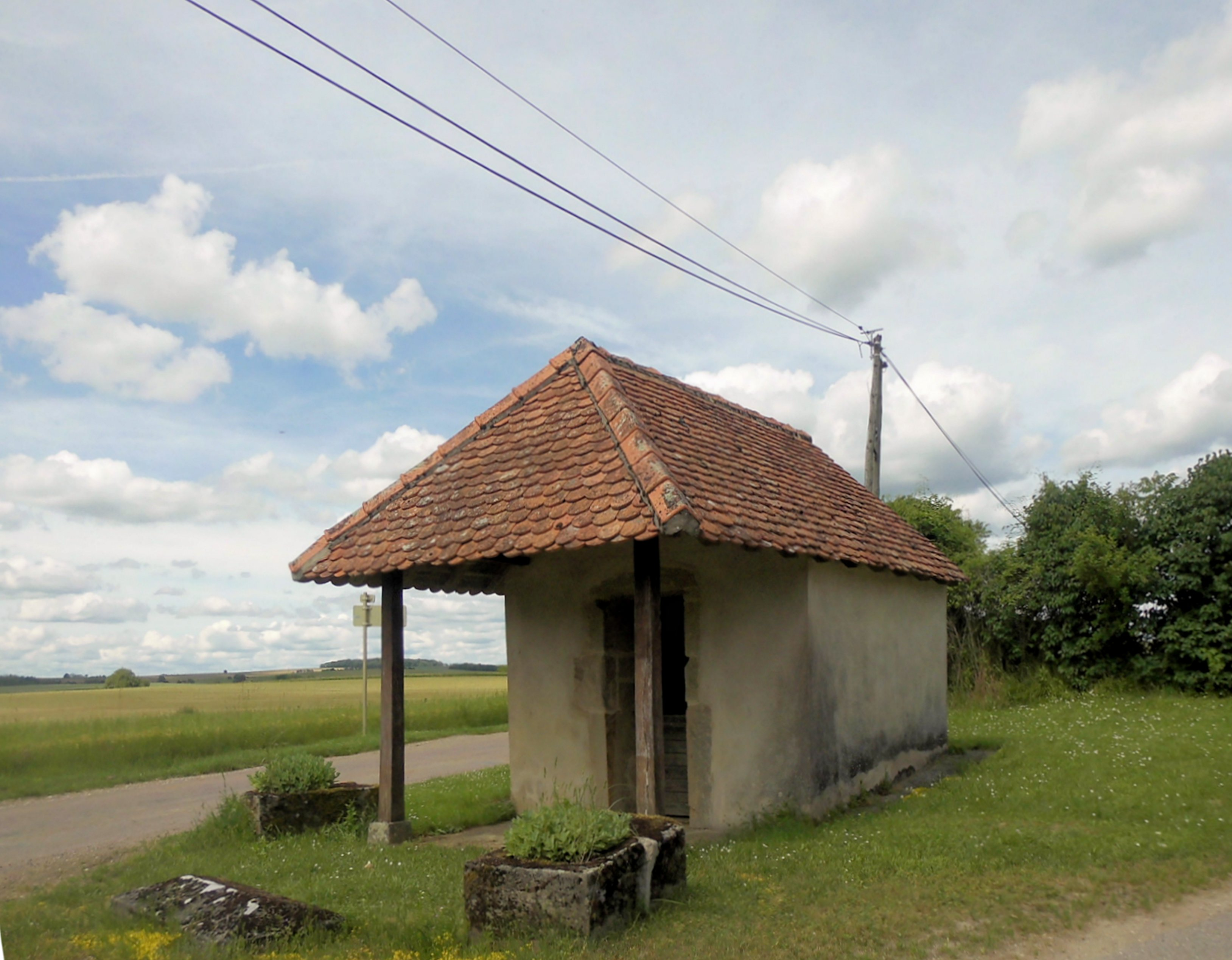
Chapelle.
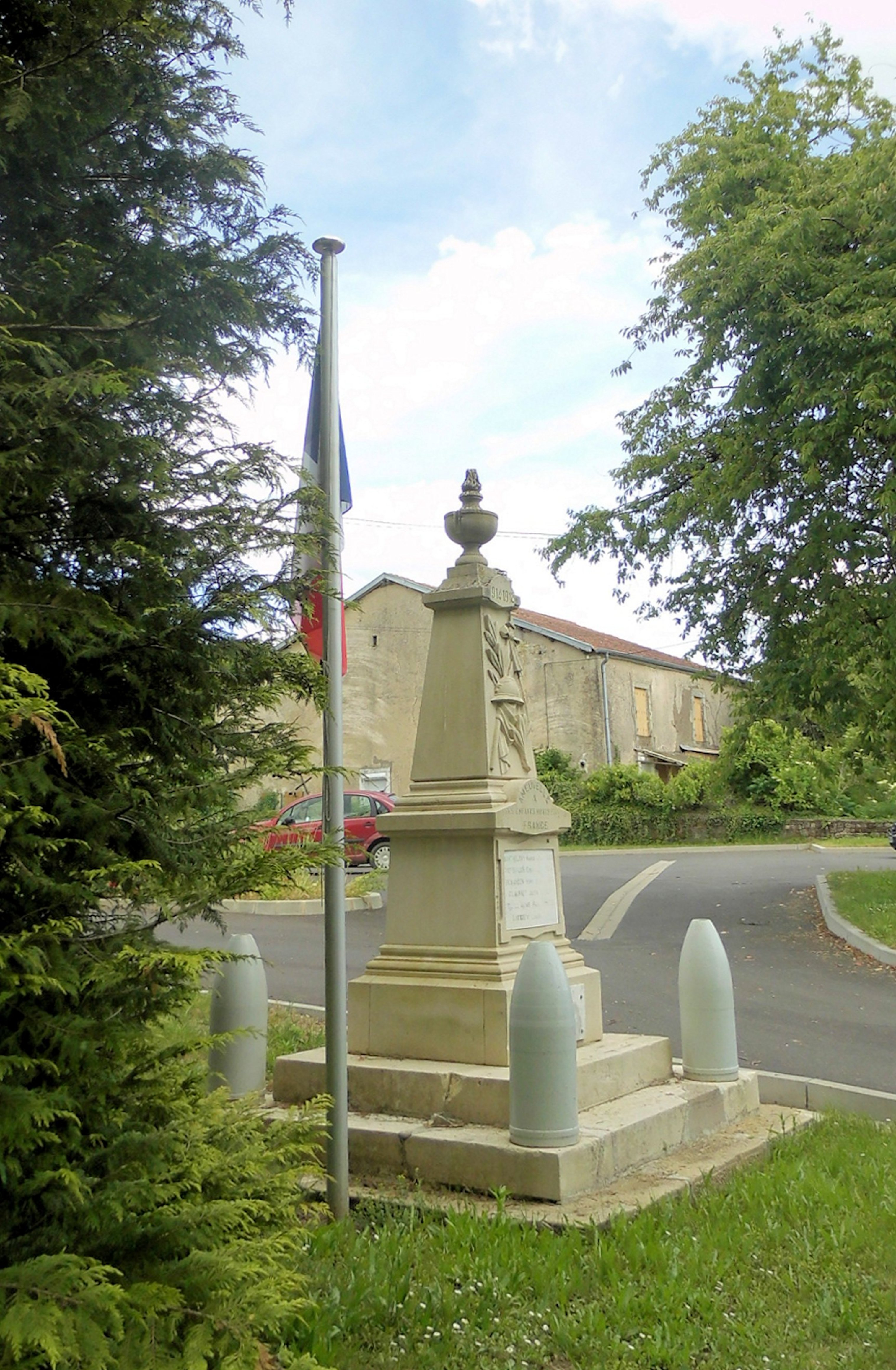
Monument aux morts.

- Église Saint-Renobert[30],[31].

Patrimoine mobilier :
Maître-autel, retable, tabernacle, statues : Saint Jean-Baptiste et Saint évêque (Saint Renobert ?), tableau : Saint évêque
Tableau Saint évêque
Statue Saint évêque (Saint Renobert ?)
Statue Saint Jean-Baptiste,
Statue Saint Nicolas,.
Statue Saint Blaise.
Statuette : Saint Crépin à sa table de travail.
Fonts baptismaux.
Descente de croix.
- Croix de chemin[42],[43].
- Chapelle rurale Notre-Dame de Pitié.

Groupe sculpté Vierge de Pitié
- Monument aux morts 1914-1918[45],[46].
- L’inventaire du patrimoine rural (fermes, mobilier) a été réalisé par le service régional de l'Inventaire général du patrimoine culturel[47].

Ferme : détail linteau
- Motte castrale[49].

### Personnalités liées à la commune
- Andrez Charles Victor, Chef de bataillon au 65e régiment territorial d'infanterie[50].

## Pour approfondir